# 高君雨
高君雨（2001年8月19日—），广东广州人。2009年接拍步步高点读机广告而被大众熟知，后也被称为“点读机女孩”。

## 经历
曾就读于广州市越秀区东风东路小学，在中考时以727分考入广州市执信中学。2019年7月，高君雨以568分，高出广东省本科线113分的成绩被中国传媒大学播音主持专业录取。2022年9月，她宣布自己已在本校保研。
2015年6月30日，有谣言称“点读机女孩今年高考成绩出来了，成绩才403，连本科线都没有上，让你天天soeasy”，但事实上她当时只有初中二年级。
2020年，参与《你好生活》第二季节目。2022年，担任北京冬奥会开幕式引导员。

## 争议
2024年2月29日，高君雨称自己患脑瘤，需剃光头发，进行手术。3月2日，发视频称手术成功。之后，高君雨微博账号陆续发布多条视频，记录其术后情况，但视频内容被网民指出与现实情况不符，质疑其为库存视频，随后高君雨微博及抖音账号已限制评论，并取消MCN认证。3月11日，高君雨母亲表示其账号由签约公司运营，强调在发布过程中“运营上出现了严重的问题”，决定停止发布相关视频。3月12日，杭州市余杭区互联网违法和不良信息举报中心发布声明，称相关视频于2023年9月拍摄，2024年2月制作，证实其内容为库存视频。同日下午，其所属MCN“豁然开朗”声明称，相关视频为错时发布，视频配发时文案中的时间表述出现严重纰漏。4月24日，高君雨在各社交平台开设的账号被禁言或禁止关注。